# IC 1518
IC 1518 ist eine Elliptische Galaxie vom Hubble-Typ E/S0 im Sternbild Pegasus nördlich des Himmelsäquators. Sie ist schätzungsweise 519 Millionen Lichtjahre von der Milchstraße entfernt und hat einen Durchmesser von etwa 45.000 Lichtjahren. Gemeinsam mit IC 1519 bildet sie das (optische) Galaxienpaar KPG 599.
Das Objekt wurde am 6. Dezember 1893 vom französischen Astronomen Stéphane Javelle entdeckt.